# 利亚多
利亚多，是西班牙加泰罗尼亚赫罗纳省的一个市镇。总面积14平方公里，总人口755人（2013年），人口密度56人/平方公里。